# Tirreno-Adriático 1996
La XXXI edición del Tirreno-Adriático se disputó entre el 13 y el 20 de marzo de 1996 con un recorrido de 1.379 kilómetros con salida en Fiuggi y llegada a San Benedetto del Tronto. El ganador de la carrera fue el italiano Francesco Casagrande del Saeco.

## Etapas
| Etapa | Fecha       | Recorrido                                | km    | Ganador                  | Líder                |
| ----- | ----------- | ---------------------------------------- | ----- | ------------------------ | -------------------- |
| 1ª    | 13 de marzo | Fiuggi - Fiuggi                          | 156,0 | Léon van Bon             | Léon van Bon         |
| 2ª    | 14 de marzo | Ferentino - Santa Marinella              | 180,0 | Dzhamolidin Abduzhaparov | Léon van Bon         |
| 3ª    | 15 de marzo | Santa Marinella - Santa Fiora            | 206,0 | Fabiano Fontanelli       | Fabiano Fontanelli   |
| 4ª    | 16 de marzo | Arcidosso - Soriano nel Cimino           | 205,0 | Filippo Casagrande       | Gianluca Pianegonda  |
| 5ª A  | 17 de marzo | Città della Pieve - Castiglione del Lago | 85,0  | Ján Svorada              | Gianluca Pianegonda  |
| 5ª B  | 17 de marzo | Magione - Castiglione del Lago (CRI)     | 28,2  | Yevgueni Berzin          | Francesco Casagrande |
| 6ª    | 18 de marzo | Tuoro sul Trasimeno - Amandola           | 192,0 | Michele Bartoli          | Francesco Casagrande |
| 7ª    | 19 de marzo | S.Elpidio a mare - M.S Pietrangeli       | 174,0 | Rolf Sørensen            | Francesco Casagrande |
| 8ª    | 20 de marzo | Grottammare - S.B del Tronto             | 159,0 | Ján Svorada              | Francesco Casagrande |

## Clasificaciones finales

### General
| Posición | Ciclista             | Equipo             | Tiempo      |
| -------- | -------------------- | ------------------ | ----------- |
| 1        | Francesco Casagrande | Saeco              | 34h 46' 18" |
| 2        | Alexandr Gonchenkov  | Roslotto-ZG Mobili | + 23"       |
| 3        | Gianluca Pianegonda  | Team Polti         | + 29"       |
| 4        | Michele Coppolillo   | MG Maglificio      | + 32"       |
| 5        | Gabriele Colombo     | Gewiss-Playbus     | + 51"       |
| 6        | Rodolfo Massi        | Refin              | + 1' 22"    |
| 7        | Viacheslav Yekímov   | Rabobank           | + 4' 30"    |
| 8        | Filippo Casagrande   | Scrigno-Blue Storm | + 5' 17"    |
| 9        | Luca Gelfi           | Brescialat         | + 5' 19"    |
| 10       | Marco Serpellini     | Panaria-Vinavil    | + 5' 54"    |